# Ореджеріто білокрилий
Ореджері́то білокрилий (Pogonotriccus orbitalis) — вид горобцеподібних птахів родини тиранових (Tyrannidae). Мешкає в Андах.

## Поширення і екологія
Білокрилі ореджеріто мешкають на східних схилах Анд на крайньому півдні Колумбії, в Еквадорі, Перу і Болівії. Вони живуть у вологих гірських і рівнинних тропічних лісах. Зустрічаються на висоті від 500 до 1400 м над рівнем моря.